# Boejiden
De Boejiden, ook wel Buyiden, waren een sjiitisch-Perzische dynastie die regeerde tussen 932 en 1055. Ten tijde van het desintegrerende kalifaat van de Abbasiden hadden de Boejiden een machtige positie in het westen van Iran verworven. In 946 pleegden ze een coup door Bagdad, de hoofdstad van het kalifaat, te bezetten. De Boejiden maakten de kalief tot hun marionet en regeerden daarna als vizier in naam van de machteloze Abbasiden het kalifaat. 
De stamvader van de dynastie was Buyeh of Buweyh, afkomstig uit de regio Dailam aan de Kaspische Zee. Diens drie zonen Ali, Hasan en Ahmad maakten naam in dienst van Mardavij, de stichter van de Ziyaridendynastie. De broers heersten over verschillende gebieden in het westen van Iran en ontworstelden zich aan het gezag van de Ziyariden. De oudste broer, Ali, heerste over Shiraz en Hasan in Isfahan. In 946 nam de jongste broer, Ahmad, Bagdad in en gijzelde de kalief. De Boejiden lieten het soennitische kalifaat in naam in stand, maar benoemden tientallen jaren lang naar believen de kaliefen. Het hoogtepunt van hun macht bereikten ze onder de lange regering van Hasans zoon Fara Khosraw (eretitel: Azod al-Dawleh). Deze regeerde van 949 tot 983 en bracht alle familiegebieden onder zijn controle. Azod al-Dawleh tooide zich als eerste islamitische heerser met de oude Achaemenidische titel shahanshah ("koning der koningen"), tekenend voor de heropleving van de Perzische taal en cultuur onder de dynastie. 
Na de dood van Azod al-Dawleh zorgen opvolgingstwisten voor de afkalving van de macht van de Boejiden. Mahmud, stichter van de Ghaznavidendynastie, maakte een eind aan hun macht over centraal Iran en in 1055 nam de Turkse Seltsjoekensultan Togrul Beg hun positie in Bagdad als beschermers van de kaliefen over. 
Met de machtsovername van Togrul kwam tevens het einde van het zogenaamde 'Iraans intermezzo'. Dit is de periode waarin Iraanse dynastieën als de Tahiriden (821-873), de Saffariden (867-903), de Samaniden (875-999) en de Boejiden het gebied van het huidige Iran en Irak controleerden na de Arabische veroveringen in de 7e eeuw en vóór de opkomst van de Turkse Seltsjoeken in de 11e eeuw. 